# Adrian Carmack
Adrian Carmack (* 5. května 1969) je spolu s Johnem Romerem Tomem Hallem a Johnem Carmackem (pouze shoda jmen) jedním ze 4 zakladatelů společnosti Id Software, která je známa hrami jako Wolfenstein 3D, Doom či Quake. V této firmě pracoval jako kreslíř (modeler). Adrian opustil Id Software v roce 2005.